# Tratamento de gás com aminas
Tratamento de gás com aminas, também conhecido como remoção de gás ácido e adoçamento de gás, refere-se a um grupo de processos que usam soluções aquosas de várias alquilaminas (comumente referidas simplesmente como aminas) para remover sulfeto de hidrogênio (H2S) e dióxido de carbono (CO2) de gases. É um processo unitário comum usado em refinarias, e é também usado em plantas petroquímicas, plantas de processamento de gás natural e outras indústrias.
Processos em refinarias de petróleo ou plantas de processamento químico que removem sulfeto de hidrogênio e/ou mercaptanas são comumente referidos como processos de adoçar porque resultam em produtos que não tem o caráter ácido, odores desagradáveis e sulfeto de hidrogênio. 
Existem muitas diferentes aminas usadas no tratamento de gá:
- Monoetanolamina (MEA)
- Dietanolamina (DEA)
- Metildietanolamina (MDEA)
- Di-isopropilamina (DIPA)
- Aminoetoxietanol (diglicolamina) (DGA)

As mais comumente usadas aminas nas plantas industriais são as alcanolaminas MEA, DEA e MDEA.
Aminas são também usadas em muitas refinarias de petróleo para remover "gases azedos" (em inglês sour gases) de hidrocarbonetos líquidos tais como gás liquefeito de petróleo (GLP).

## Descrição de um típico tratador por amina
Gases contendo H2S ou tanto H2S e CO2 são comumente referidos como "gases azedos" ou "gases ácidos" nas indústrias de processamento de hidrocarbonetos.  
A química envolvida no tratamento por aminas de tais gases varia um tanto com a amina em particular sendo usada. Para uma das aminas mais comuns, monoetanolamina (MEA) notada como {\displaystyle RNH_{2}}, a química pode ser simplesmente expressa como:
{\displaystyle RNH_{2}+H_{2}S\iff RNH_{3}HS}
Um típico processo de tratamento de gás por amina (como mostrado no diagrama de fluxo abaixo) inclui uma unidade absorvedora e um uma unidade regeneradora assim como equipamento acessório. Na absorvedora, o fluxo descendente de solução amina absorve H2S e CO2 do fluxo ascendente de gás ácido para produzir uma corrente de gás "adoçado" (i.e., um gás livre de H2S) como um produto e uma solução de amina rica em gases ácidos absorvidos. A amina "rica" resultante é então dirigida para o regenerador (um removedor com um refervedor) para produzir amina regenerada ou "magra" que é reciclada para reutilização no absorvedor. O gás de topo retirado do regenerador é H2S e CO2 concentrado. Em refinarias de petróleo, este gás removido é principalmente H2S, muito do qual muitas vezes vem de um processo de remoção de enxofre chamado hidrodessulfurização. Esta corrente de gás removida rica em H2S é então usualmente direcionada para um processo Claus para converter-se em enxofre elementar. De fato, a vasta maioria das 64 milhões de toneladas métricas de enxofre produzidas mundialmente em 2005 foi enxofre subproduto de refinarias e outras plantas de processamento de hidrocarbonetos.  Outro processo de remoção de enxofre é o processo WSA, o qual remove o enxofre em qualquer forma como ácido sulfúrico concentrado. Em algumas plantas, mais de uma unidade absorsor de amina pode dividir uma unidade regenerador comum. 

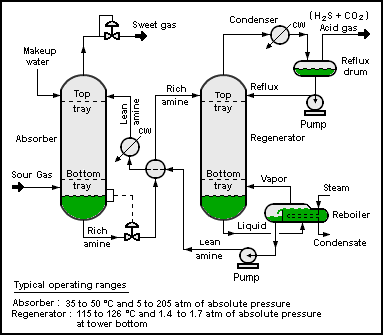
Diagrama de fluxo de processo de um típico processo de tratamento por amina usado em plantas industriais.

### Concentração das soluções
A concentração de amina da solução aquosa absorvente é um parâmetro importante no projeto e operação de um processo de tratamento de gás com aminas. Dependendo de qual das seguintes quatro aminas a unidade foi projetada para usar e que gases ela foi projetada para remover, estes são algumas das concentrações típicas de amina, expressas como porcentagem em peso de amina pura na solução aquosa:
- Monoetanolamina: Aproximadamente 20 % para remover H2S e CO2, e aproximadamente 32 % para remover somente CO2.
- Dietanolamina: Aproximadamente 20 a 25 % para remover H2S e CO2
- Metildietanolamina: Aproximadamente 30 a 55% % para remover H2S e CO2
- Diglicolamina: Aproximadamente 50 % para remover H2S e CO2

A escolha da concentração de amina na solução aquosa de circulação depende de uma série de fatores e pode ser bastante arbitrária. Geralmente é feita simplesmente com base na experiência. Dos fatores envolvidos, se a unidade de amina está tratando gás natural bruto ou refino de petróleo os gases subprodutos que contêm concentrações relativamente baixas tanto de H2S e CO2 ou se a unidade está tratando gases com uma percentagem muito elevada de CO2 como em gás de combustão do processo de reforma a vapor utilizado em produção de amônia ou os gases de combustão de termoelétricas. Tanto H2S quanto CO2 são gases ácidos e consequentemente corrosivos ao aço carbono. Entretanto, em uma unidade de tratamento com aminas, CO2 é o ácido mais forte dos dois. H2S forma um filme de sulfeto de ferro sobre a superfície do aço que atua protegendo o aço. Quando trata-se gases com uma porcentagem muito alta de CO2, inibidores de corrosão são frequentemente usados e estes permitem o uso de concentrações de amina mais altas na solução circulante. Outro fator envolvido na escolha da concentração de amina é a solubilidade relativa de H2S e CO2 na amina selecionada. Para mais informação sobre a seleção da concentração de amina, é recomendável a leitura da obra de Kohl e Nielsen's book.